# Syrus z Pawii

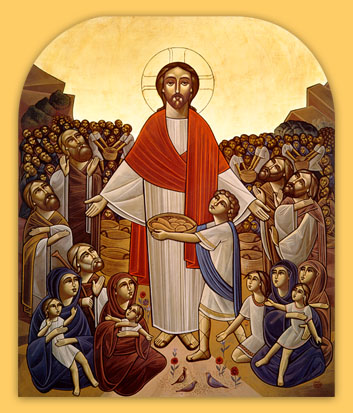
(Nakarmienie tłumu przez Jezusa (koptyjska ikona).

Syrus z Pawii, łac., ang., niem. Syrus, gr. Syros, fr. Syr, wł. Siro, zwany przez niektóre źródła Syriuszem – pierwszy biskup Pawii, święty Kościoła katolickiego.

## Życie
O jego życiu nic pewnego nie wiadomo. Informacje zaczerpnięte na podstawie dwóch tradycji: z VIII i XIV wieku, przemawiają za jego życiem i działalnością w I wieku. Z kolei grobowy kamień Syrusa, znajdujący się początkowo w pierwszym kościele śwśw. Gerwazego i Protazego w Pawii, datowany jest na IV wiek. W 1875 roku odkryto napis Syrus epc. Niewykluczone, że dotyczy to bpa Syrusa żyjącego właśnie w IV wieku i będącego biskupem Genui. Taką tezę postawił biskup Concordii (obecnie Concordia Sagittaria) M. P. Billanovich w 1986 roku, który pewien czas spędził w Genui i Pawii.
Natomiast w Martyrologium Rzymskim jest zapis: "9 grudnia w IV wieku zasnął w Pawii święty biskup Syrus, pierwszy biskup tego miasta".

### Tradycja z VIII wieku
Prawdopodobnie w VIII wieku powstało jego Vita i zostało napisane dla podkreślenia odrębności diecezji Pawii (założonej w I wieku, w której podstawą był arianizm) wobec Kościoła w Mediolanie. Występujące w nim rozbieżności w datach sięgające II-III wieków powodują, że Vita Syrusa traktowane jest, jako tradycja.
Według tej tradycji Syrus był uczniem Hermagorasa (+ ok. 70), będącego z kolei uczniem św. Marka (+68) i założycielem diecezji oraz pierwszym biskupem w Akwilei. Syrus, wraz z Iwencjuszem (zw. Ewencjuszem, zm. w I lub IV wieku), zostali wysłani przez św. Piotra (+67) do Pawii, jako posłańcy wiary. Obaj pretendują do bycia pierwszymi biskupami Pawii, jednakże oficjalnym następcą Syrusa został Pompejusz (+ ok. 290; pochowany obok Syrusa), a dopiero trzecim biskupem został Iwencjusz. Syrus miał ewangelizować nie tylko Pawię, ale i Weronę, Brescię czy też Lodi. Z kolei Iwencjusz miał dotrzeć do Mediolanu, gdzie pogrzebał ciała bliźniaków męczenników Gerwazego i Protazego odkryte w późniejszym czasie przez św. Ambrożego w 356 roku w podziemiach kościoła śwśw. Nabora i Feliksa.

### Tradycja z XIV wieku
Według tej tradycji (De laudibus Papiæ, ang. In the Praise of Pavia) Syrus był chłopcem biorącym udział w jednym z dwóch cudów Jezusa Chrystusa nakarmienia tłumu w liczbie "piąci tysięcy mężów, oprócz niewiast i dziatek " za pomocą pięciu chlebów i dwóch ryb. 
Opis cudu pojawia się we wszystkich czterech Ewangeliach.

## Kult
Relikwie św. Syrusa przeniesiono w IX wieku z kościoła świętych braci do ówczesnej katedry (Santo Stefano) na bazie której (tej i kolejnej Santa Maria del Popolo) wybudowano w XV wieku współczesną katedrę (wł. Duomo di Pavia). Obecnie relikwie znajdują się pod ołtarzem poświęconym Świętemu.
Syrus jest patronem Pawii, natomiast we Włoszech znajduje się wiele kościołów pod jego wezwaniem. W Mediolanie jest również stadion jego imienia "San Siro".
Wspomnienie liturgiczne w Kościele katolickim obchodzone jest 9 grudnia.
Dzień pamięci przypada również 12 września, kiedy to wspominany jest razem ze św. Iwencjuszem (łac. Iventius lub Eventius) za Martyrologium Rzymskim.